# 장화 신은 고양이: 더 쓰리 디아블로스
장화 신은 고양이: 더 쓰리 디아블로스(Puss in Boots: The Three Diablos)는 미국에서 제작된 라맨 허 감독의 2012년 애니메이션, 모험, 코미디, 가족 영화이다. 안토니오 반데라스 등이 주연으로 출연하였다.

## 출연

### 주연
- 안토니오 반데라스
- 질 마리니
- 샬롯 뉴하우스
- 크리스 밀러
- 월트 도른
- 브렛 마넬
- 마일즈 크리스토퍼 박시
- 니나 조 박시
- 기욤 아레토스